# セバスチャン (お笑いコンビ)
セバスチャンは、松竹芸能に所属する日本のお笑いコンビ。2009年結成。旧コンビ名は「クリンポスチア」。

## メンバー[2]
阿部 健一（あべ けんいち、1985年5月8日（39歳）- ）ボケ担当、立ち位置は向かって左。
- 千葉県千葉市出身、身長185cm、体重75kg、血液型はA型。
- 慶應義塾大学理工学部卒業、2005年度ミスター矢上（理系）に選ばれる。
- 2017年に一般人女性と結婚[3]。

原田 公志（はらだ ひろし、1986年1月14日（39歳）- ）ツッコミ担当、立ち位置は向かって右。通称:はっちゃん
- 千葉県千葉市出身、身長170cm、体重75kg、血液型はA型。
- 2022年に一般人女性と結婚[4]。
- ガソリンスタンド接客大会東日本3位の経験を持つ[2]。
- かつてはお祭りBoyとのコンビ「V-TEC」で活動していた。

## 概要
小学校からの幼馴染2人で2009年4月に結成。2011年に「クリンポスチア」から現コンビ名に改名。185cmで慶應義塾大学卒の阿部と170cmで中卒の原田による、身長・学歴凸凹コンビ。
M-1グランプリ2015では準々決勝に進出。

## 出演

### 現在の出演番組

#### テレビ
- 所さんの目がテン!（2015年1月 - 、日本テレビ）阿部のみ[9] - かがくの里専任プレゼンター
- 土曜はこれダネッ!（2020年4月4日 - 、長野放送）原田のみ[10]

#### ネットラジオ
- せばすちゃんねる（stand.fm、毎週木曜更新）[11]

### 過去の出演番組
- オンバト+(NHK)[12]
- ハッピーMUSIC(日本テレビ)[13]
- 億万笑者(日本テレビ)
- 魔女たちの22時(日本テレビ)
- 愛と怒りの激白SP こんな男ヤメちゃいなクズメン撲滅委員会!(日本テレビ)(再現VTR)
- ロケットライブ(フジテレビ)
- DAI安☆吉日!やってみっか!?(BSフジ)
- すぎなみニュース まちかどNOW(J:COM)
- ハマヌキ(テレビ神奈川)